# Plac Alfreda w Katowicach

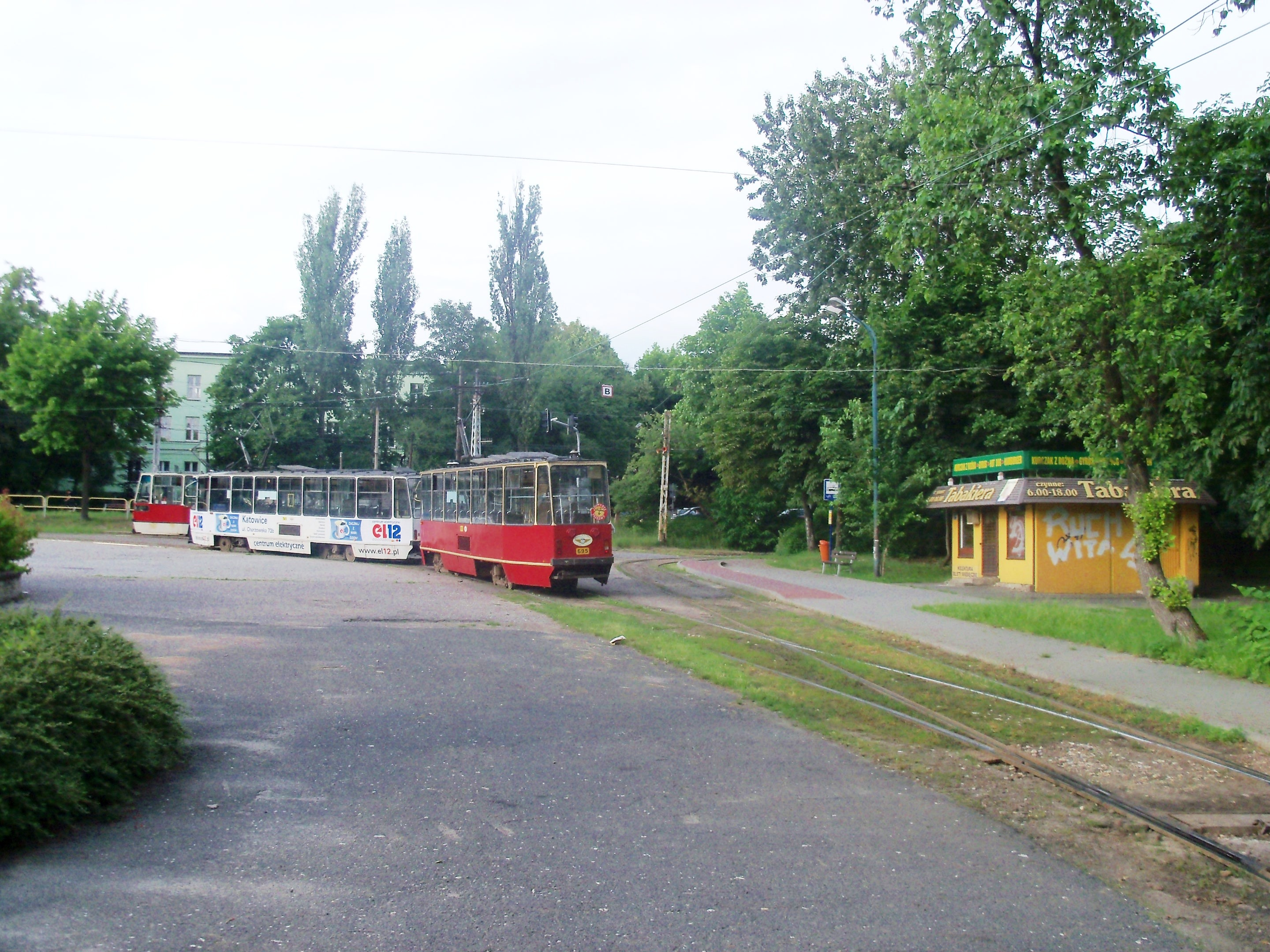
Pętla tramwajowa linii tramwajowej nr 16 w Katowicach przy placu Alfreda

Plac Alfreda w Katowicach – plac na granicy katowickiej dzielnicy Wełnowiec-Józefowiec i osiedla Juliana Tuwima w Siemianowicach Śląskich, przy skrzyżowaniu ulicy Telewizyjnej z aleją Wojciecha Korfantego, obok Lasku Alfreda. Wziął swoją nazwę od szybu „Alfred” w kolonii Alfred.
W połowie XIX wieku w rejonie dzisiejszego placu Alfreda powstała kolonia Alfred dla pracowników kopalni o tej samej nazwie, powstałej w roku 1834. Zabytkowe budynki szybu „Alfred” zachowały się do dziś. Po 1923 roku kopalnia „Hohenlohe” przystosowała je do zamieszkania. W okresie Polski Ludowej plac nosił nazwę plac Zwycięstwa. Plac Alfreda nazwany został od szybu kopalni Alfred i kolonii domków robotniczych. Stanowią zabytek dawnej techniki. Obecnie w zabytkowych budynkach przy placu Alfreda zamieszkuje ok. 100 osób. Administratorem budynków jest Komunalny Zakład Gospodarki Mieszkaniowej w Katowicach (KZGM).
Przy placu Alfreda 1-13 znajdują się historyczne obiekty – dawne zbudowania szybu „Alfred” byłej kopalni „Wełnowiec” (dawniej „Hohenlohe”), obejmujące:
- budynek nadszybia,
- budynek maszyny wyciągowej,
- budynek cechowni,
- budynek kuźni,
- budynek kotłowni,
- budynek łaźni,
- budynek administracji,
- budynek wagi,
- budowle towarzyszące,
- położone na zachód od tego kompleksu pozostałości hałd przemysłowych,

Kompleks wpisano do rejestru zabytków 19 sierpnia 1978 roku (nr rej.: A/1228/78). Granice ochrony obejmują wymienione budowle wraz z otoczeniem, stanowiące jako zespół enklawę w układzie przestrzennym dzielnicy wydzieloną naturalnym ekranem zieleni. Przy placu zlokalizowana jest pętla tramwajowa i przystanki autobusowe Zarządu Transportu Metropolitalnego (ZTM). 